# حوا
حَوّا (به عبری: חַוָּה‎) بر اساس دومین اسطورهٔ آفرینش در سفر پیدایش در تورات، اولین زن، دومین انسان آفریده‌شده توسط یهوه و همسر آدم بود. این داستان با یافته‌های علمی در تضاد است زیرا نسل بشر به یک زن و شوهر واحد نمی‌رسد. پیروان ادیان ابراهیمی، شامل یهودیان، مسیحیان و مسلمانان، حوا را اولین زن محسوب می‌کنند.
سفر پیدایش حاوی دو روایت آفرینش متضاد است؛ در قصهٔ اول زن و مرد همزمان خلق می‌شوند و اثری از حوا نیست. در روایت دوم، «یهوه الوهیم» آدم را می‌آفریند تا نگهبان باغ عدن باشد اما آدم نمی‌تواند میان حیوانات باغ برای خود هم‌نشینی بیابد و در نتیجه، یهوه الوهیم از دندهٔ او حوا را خلق می‌کند. خدا به آدم و حوا اجازه داده بود از میوهٔ همهٔ درختان باغ بخورند، غیر از میوهٔ درخت معرفت؛ زیرا به آن‌ها گفته بود می‌تواند باعث مرگشان شود. در ادامه، مار به زن اطلاع می‌دهد خوردن از میوهٔ آن درخت باعث مرگشان نخواهد شد، بلکه چشمانشان را باز خواهد کرد و مانند یهوه الوهیم به نیک و بد آگاه خواهند شد. زن از میوهٔ درخت خورد و به آدم هم داد؛ چشمان آدم و زن باز شد و فهمیدند که لخت هستند. پس با برگ درخت انجیر خود را پوشاندند. آن‌ها همچنین دریافتند که از حدود تعیین‌شده تجاوز کرده‌اند و به همین دلیل، زمانی‌که آواز خدا را شنیدند، پنهان شدند. یهوه الوهیم از آنان پرسید «کجا هستید؟» و آدم پاسخ داد «پنهان شدیم، چون لختیم.» خدا از این جواب متوجه شد از میوهٔ درخت معرفت خورده‌اند. نتیجتاً، آدم، زن و مار را نفرین کرد؛ نفرین زن تابعیت از شوهر و درد زایمان بود و نوادگان زن و مار تا ابد دشمن شدند. خدا همچنین گفت «حال، آدم هم یکی از ما شده است.» پس از ترس اینکه مبادا آن‌ها از میوهٔ درخت حیات هم بخورند و جاویدان شوند، از باغ عدن بیرونشان کرد و به زمین فرستادشان. در زمین، آدم زن را حوا (زندگی) نامید، با او آمیزش کرد و آنان صاحب فرزندانی به نام قائن، هابیل و شیث شدند. به سرانجام آدم و حوا اشاره‌ای نشده است.
در زبان سومری، «دنده» و «زندگی» جناس هستند و آفرینش زن از دندهٔ آدم، ریشهٔ سومری داستان را نشان می‌دهد. در واقع در شکل‌گیری این داستان از مطالب دیگر افسانه‌های آفرینشی که در خاورمیانهٔ باستان رایج بودند، مانند داستان‌های بین‌النهرینی و مصری، استفاده شده است؛ با این حال، افسانهٔ آفرینش اسرائیلی جهان‌بینی متفاوتی دارد. به گفتهٔ رزنبرگ، برخلاف تفسیرهای دینی، داستان نافرمانی حوا و آدم در واقع صعود ناتمام بشر به خدایی است، نه روایت هبوط. در علم ژنتیک نزدیک‌ترین نیای مشترک مادری اصطلاحاً «حوای میتوکندریایی» نام داده شده که البته هیچ ارتباطی با حوای ادیان ابراهیمی ندارد. در مسیحیت به مریم «حوای جدید» می‌گویند. همچنین تضاد با یافته‌های علمی باعث شده برخی مسیحیان به خوانش استعاری از این داستان گرایش پیدا کنند و آن را واقعی ندانند. قرآن به نام همسر آدم اشاره‌ای نکرده اما نویسندگان مسلمان نامش را حوا ذکر کرده‌اند و در منابعی چون قصص الانبیاء جزئیات بیشتری هم به سرگذشت او افزوده‌اند. در قصهٔ قرآنی، ابلیس است که آدم و همسرش را وسوسه می‌کند.

## ریشه‌شناسی
بر اساس ریشه‌شناسی کتاب مقدس، آدم همسر خود را حوا (hawwāh) می‌نامد «زیرا که او مادر جمیع زندگان است». این نام معمولا به معنای «زندگی» یا «منبع زندگی» است، زیرا از نظر آوایی شبیه به ḥāyâ «زندگی کردن» از ریشه سامی ḥyw است.
در پژوهش‌های اولیه تلاش‌هایی برای نشان دادن ارتباط زبان‌شناسی بین واژه حوا و نام ایزدبانو هوری، هپات، انجام شده‌است؛ بر اساس نامه‌های عمارنه، هپات در اورشلیم، در اواخر عصر برنز پرستش می‌شده‌.‌ پیشنهاد شده‌است که نام هپات ممکن است از کوبابا، زنی که اولین فرمانروای سلسله سوم کیش بود، گرفته شده‌باشد. با این حال دانیل ای. فلمینگ تاکید کرده‌است که نام حوا و هپات از نظر واج‌شناختی متفاوت هستند.
گفته شده‌است که نام عبری حوا (חַוָּה) نیز به یک کلمه آرامی برای «مار» (زبان آرامی باستان: חוה؛ زبان آرامی: חִוְיָא) شباهت دارد؛ منشا این فرضیه ریشه‌شناختی جناس ربانی است که در پیدایش رابه ۲۰:۱۱ وجود دارد و از شباهت بین Ḥawwāh (عبری) و ḥiwyāʾ (آرامی) استفاده می‌کند. علی‌رغم استفاده ایدئولوژیک خاخامی، محققانی مانند یولیوس ولهاوزن و تئودور نلدکه درباره ارتباط ریشه‌شناختی آن استدلال کردند.

## روایت کتاب مقدس

### پیش‌زمینه

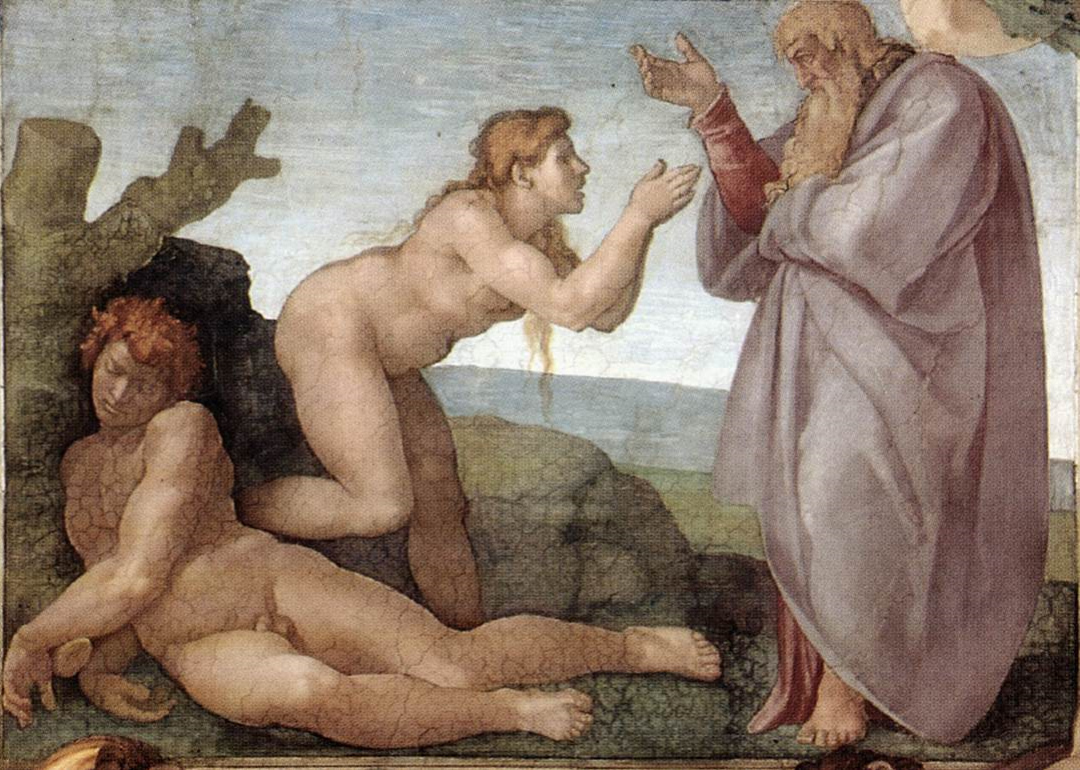
آفرینش حوا اثر میکل‌آنژ

در کتاب مقدس چندین افسانهٔ آفرینش مختلف وجود دارد. میان این قصه‌ها، دو مورد در سفر پیدایش بازگو شده و حوا شخصیتی در روایت دوم است. سفر پیدایش اولین کتاب از پنج کتاب تورات و به‌طور کلی اولین کتاب در مجموعهٔ کتاب مقدس است. در نظر اکثر پژوهشگران، سفر پیدایش در دورهٔ هخامنشی (۵۵۰ – ۳۳۰ قبل از میلاد) نوشته شده است. با این وجود، از آنجا که در دیگر بخش‌های تنخ هیچ اشاره‌ای به آدم نشده، اقلیت قابل توجهی از محققان اعتقاد دارند که ۱۱ باب ابتدایی سفر پیدایش (از آفرینش تا پایان طوفان) محصول دوره‌ای متاخرتر است و احتمالاً به قرن سوم قبل از میلاد تعلق دارد.
در روایت اول شخصیت‌های آدم و حوا وجود ندارند. در این داستان، بعد از اینکه خدا به زمین و آسمان‌ها شکل داد، در ششمین روز مرد و زن را آفرید و روز بعد استراحت کرد. سپس روایت دوم آغاز می‌شود که قصه‌ای عامیانه است. در این داستان، بعد از آفرینش زمین و آسمان‌ها توسط یهوه الوهیم، کسی در زمین نبود تا در آن گیاهی بکارد. او با استفاده از گِل به آدم شکل داد و روح حیات در او دمید تا نگهبان باغ عدن باشد. او آزاد بود از میوه همه درختان بخورد، غیر از درخت معرفت که می‌توانست باعث مرگش شود.

### سرگذشت حوا
آدم نتوانست میان حیوانات باغ عدن برای خود همنشینی بیابد، پس یهوه الوهیم برای اینکه آدم تنها نماند، از دنده‌اش زن را آفرید. آفرینش از دنده بازی با کلمات در زبان سومری است، زیرا در این زبان، «تی» به هردو معنای «دنده» و «زندگی» به کار می‌رفته است. همچنین ارائهٔ توضیحی برای انگیزه برای رابطهٔ جنسی است: زن و مرد ابتدا یکی بودند که جدا شدند، اما در زمان نزدیکی دوباره یکی خواهند شد. شکست‌خوردن خدا در یافتن همنشینی برای آدم در تلاش اولش، نشان می‌دهد او خدایی انسان‌انگاشته‌شده و جایزالخطاست.
در ادامه به حضور مار در باغ عدن پرداخته شده است؛ او از همهٔ حیوانات باغ هوشیارتر بود (که نشان می‌دهد داستان‌پرداز مار را حیوان در نظر گرفته، نه شیطان یا موجودی دیگر) و زن را برای خوردن از میوهٔ درخت معرفت وسوسه کرد؛ مار از زن پرسید: «به راستی خدا به شما گفته از میوهٔ درختان باغ نخورید؟» و زن پاسخ داد: «از میوه‌های باغ می‌خوریم، غیر از میوهٔ درخت معرفت، زیرا خدا گفته اگر بخورید خواهید مرد.» مار به او گفت: «نخواهید مرد، بلکه خدا می‌داند اگر بخورید، چشمانتان باز خواهد شد و مانند او از نیک و بد مطلع خواهید شد.» پس زن از میوهٔ درخت معرفت خورد و به شوهرش هم داد؛ چشمانش باز شد و متوجه شدند که لخت هستد و در نتیجه، با برگ درخت انجیر خود را پوشاندند.

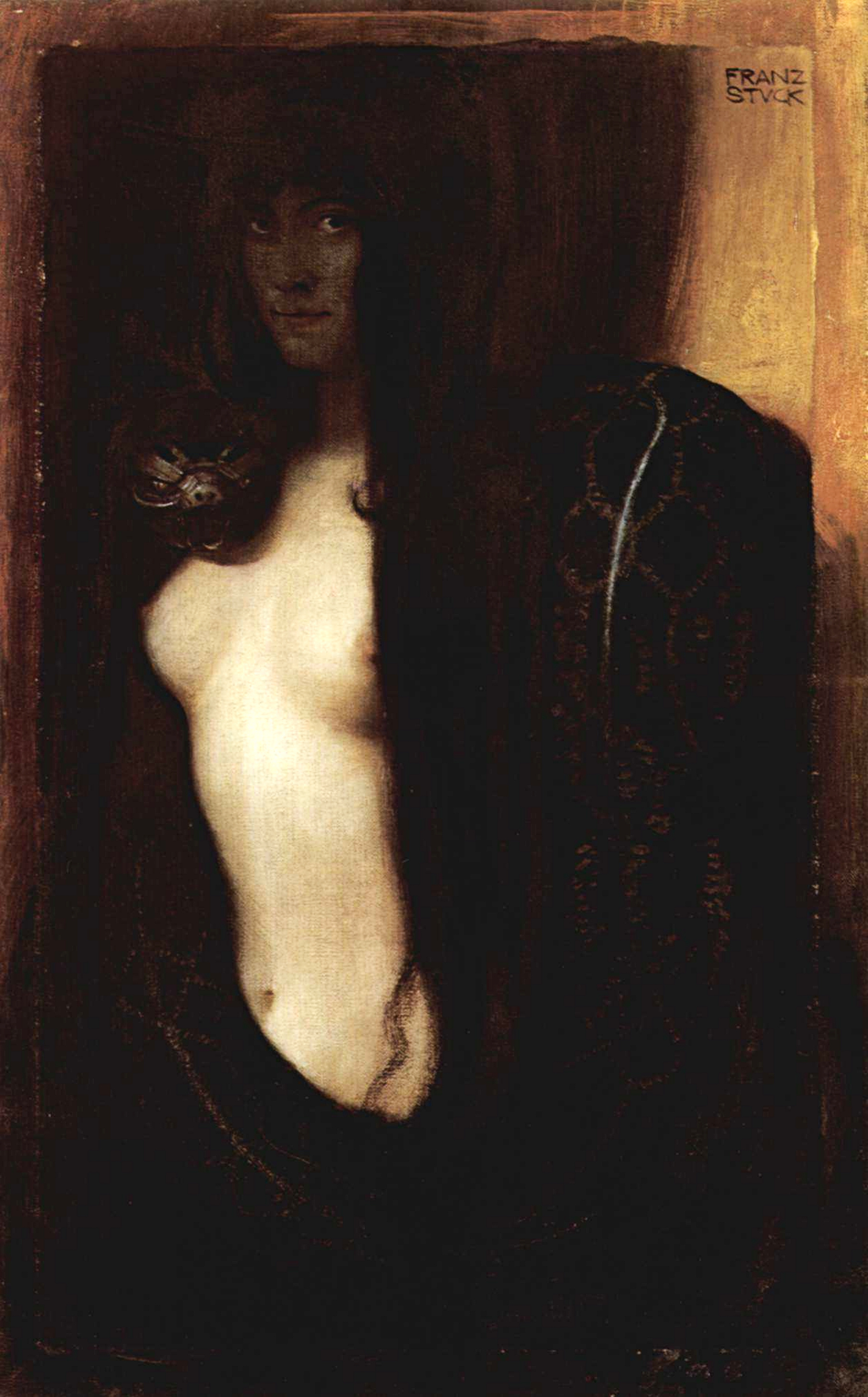
گناه، اثری از فرانتس فون اشتوک. مار هم در نقاشی دیده می‌شود.

وقتی آدم و زن صدای آواز خدا که میان درختان باغ در هنگام وزش نسیم می‌خرامید را شنیدند، خود را از حضور او پنهان کردند زیرا می‌دانستند از حدود تعیین شده تجاوز کرده‌اند. زمانی‌که خدا بازگشت، از آدم پرسید: «کجا هستی؟» و آدم پاسخ داد: «چون می‌دانستم خواهی آمد، خود را پنهان کردم، زیرا لخت هستم.» پاسخ آدم باعث شد خدا متوجه شود که آنان از میوهٔ معرفت خورده‌اند. خدا آدم را پاسخ داد: «چه کسی به تو اطلاع داد که لخت هستی؟ آیا از درختی که گفتم نخوری، خوردی؟» آدم در جواب تقصیرات را گردن زن و خودِ خدا انداخت: «این زنی که همنشین من کردی میوه را به من داد.» خدا از زن پرسید: «این چه کاری بود که کردی؟» و زن مار را مقصر دانست. به مار فرصت دفاع داده نمی‌شود. خدا هر سه اینان را نفرین کرد: مار از این پس بر روی شکمش راه خواهد رفت، زن تابع مرد خواهد بود و باید درد زایمان را تحمل کند و مرد باید بر روی زمین‌های کشاورزی زراعت کند.
خدا همچنین هراسان بود که آدم و زن از میوهٔ درخت حیات هم بخورند و جاودان شوند. او گفت: «اینک انسان یکی از ما شده است… مبادا از درخت حیات هم بخورد و تا ابد زنده بماند.» پس با پوست برای او و زن لباسی دوخت و آنان را از باغ عدن بیرون کرد و به زمین فرستاد. آدم زن را «حوا» (زندگی) نامید؛ زیرا به گفتهٔ راوی داستان، او مادر همهٔ زندگان است. در باغ عدن کروبی‌ها جانشین آدم شدند تا با شمشیر آتش‌بار از درخت حیات مراقبت کنند.
در زمین آدم و حوا آمیزش کردند؛ حوا حامله شد و قائن را زایید. بار دیگر آمیزش کردند و هابیل متولد شد. در قصه‌ای که شبیه به یکی از داستان‌های خدایان سومری تموز (خدای چوپانان)، انکیمدو (خدای زراعت) و اینانا (ایزدبانوی عشق و رابطهٔ جنسی) است، قائن هابیل را کشت. مدتی بعد شیث متولد شد. نهایتاً از آمیزش پسران خدا و دختران آدمیان نژادی به نام نفیلیم به وجود آمد. سفر پیدایش به سرانجام آدم و حوا اشاره‌ای نکرده است.

## دیدگاه علمی
داستان آدم و حوا با علم در تضاد است و روایت ادیان ابراهیمی از نحوهٔ به وجود آمدن انسان‌ها تفاوت زیادی با یافته‌های دانشمندان دارد. نسل بشر به یک زن و شوهر واحد نمی‌رسد؛ در واقع کشفیات علمی نشان داده که جمعیت آغازین انسان‌ها بیش از هزاران نفر بوده است. نتایج تحقیقات پروژه ژنوم انسان تردیدی علمی باقی نگذاشته که انسان‌ها و نخستی‌سانان دارای نیاکان مشترکی هستند و انسان‌های کنونی از دیگر انسانیان تکامل یافته‌اند. به علاوه، دیرینگی حیات بر روی زمین میلیاردها سال است اما این داستان آن را حدود شش هزار سال دانسته است.
در علم ژنتیک نزدیک‌ترین نیای مشترک مادری اصطلاحاً «حوای میتوکندریایی» نام داده شده که البته هیچ ارتباطی با حوای ادیان ابراهیمی ندارد؛ این فرد که نسل تمام انسان‌های فعلی از طریق مادر به او می‌رسد، حدود ۱۵۰٬۰۰۰ سال پیش زندگی کرده است. نزدیک‌ترین نیای مشترک پدری انسان‌ها هم «آدم کروموزوم Y» لقب گرفته و حدوداً ۲۰۰٬۰۰۰ تا ۳۰۰٬۰۰۰ سال قبل زیسته است. این‌ها در یک بازه زمانی نزیسته‌اند، هرگز با هم ملاقات نکرده‌اند و تنها انسان‌های زمان خودشان نبوده‌اند. نسل سایر انسان‌های معاصر اینان هم می‌تواند در حال حاضر میان انسان‌های فعلی وجود داشته باشد. همچنین، حوای میتوکندریایی و آدم کروموزوم Y افراد ثابتی نیستند و همین افراد هم «حوای میتوکندریایی» و «آدم کروموزوم Y» خودشان را داشته‌اند.
فرگشت مسبب برانگیخته‌شدن واکنش‌های تند و تیزی از سوی آنان که تصور می‌کردند گونه‌ها طی شش روز آفرینش به وجود آمده‌اند و از آغاز به همین شکل بودند و خواهند بود، شده است. مخالفان اصلی این نظریه، دین‌دارانی هستند که فکر می‌کنند داستان پیدایش تاریخی است. این مسئله به خصوص بین مسیحیان انجیلی در آمریکا داغ است و استفاده از داستان آدم و حوا برای رد ادیان توسط «خداناباوران نو» نظیر ریچارد داوکینز بر آتش بحث‌ها افزوده است. به‌طور کلی، این سؤال برای باورمندان پیش آمده که اگر آدم و حوا انسان‌های واقعی نبوده‌اند، پس آیا کتاب مقدس صحیح است؟ یکی از جواب‌هایی که گروهی از مسیحیان برای این پرسش مطرح کرده‌اند این است باید داستان آدم و حوا به صورت استعاری خوانده شود و از واقعی دانستن آن اجتناب شود.

## دیدگاه ادیان

### یهودیت
بر اساس تفسیر ربانی پیدایش، آدم و حوا در زمان خلقت بیست ساله بودند. در ادبیات ربانی‌آمده که آدم به عنوان یک نرماده خلق شد. آفرینش در روز اول تیشری و آغاز سال نو روی داد و همان روز هم از باغ عدن به زمین فرستاده شد. در ساعت اول روز گل او را آوردند و در چهارمین ساعت در او حیات دمیده شد. در ششمین ساعت همه نام‌ها را به او آموختند. در هفتمین ساعت حوا آفریده شد. در نهمین ساعت خوردن از میوه درخت معرفت منع شدند و در دهمین ساعت گناه کردند. در یازدهمین ساعت محاکمه و در دوازدهمین ساعت بیرون شدند. در زمین، آنان پیش از تولد شیث مدتی از یکدیگر دور بودند و آدم در همین زمان صاحب فرزندان دیگری شد که همان شیاطین بودند. در روایتی لیلیث، یکی از شیاطین، اولین همسر آدم قبل از آفرینش حوا دانسته شده است. لیلیث، «حوّای اوّل» نیز نامیده شده است.

### مسیحیت
برخی از کلیساهای مسیحی، مثل کلیسای کاتولیک، آدم و حوا را قدیس محسوب می‌کنند. مریم، مادر عیسی، «حوای جدید» نامیده می‌شود. در عهد جدید، پولس در ۱۱:۳ نامه دوم به قرنتیان می‌گوید «می‌ترسم همان‌طور که مار حوا را فریفت، تفکرات شما نیز از مسیح دور شود.» همو در ۱۱:۱۴ نوشته که شیطان خود را چون فرشته نور می‌نمایاند. به نظر می‌رسد پولس اینجا داستانی یهودی که در آن شیطان در لباس فرشته حوا را به لحاظ جنسی تحریک می‌کند را در پس ذهن خود داشته است. پولس همچنین در نامه اول به تیموتاوس می‌گوید «زن تابع مرد است و هیچ زنی نمی‌تواند بر مردی سلطه داشته باشد زیرا اول آدم خلق شد و بعد حوا؛ آدم گمراه نشد، بلکه زن بود که فریفته شد و از حد تعیین‌شده تجاوز کرد. به همین دلیل زن نباید به مردان تدریس کند.»
به‌طور کلی در نوشته‌های باستانی مسیحی، در مقایسه با دیگر شخصیت‌های عهد عتیق چون موسی، توجه زیادی به آدم و حوا نشده است. حتی زمانی‌هم که به آنان به عنوان اولین گناهکاران و شخصیت‌هایی شبیه به عیسی و مریم پرداخته شده، توجه اصلی معطوف به آدم است و حوا حضور بسیار کم‌رنگ‌تری دارد. در تنخ، برخلاف مسیحیت، آدم و حوا نخستین گناهکاران نیستند و قائن با کشتن هابیل اولین گناه را انجام می‌دهد. پولس در مقایسهٔ آدم–مسیح است که سنگ‌بنای چنین مفهومی در مسیحیت را گذاشته و ادراک مسیحیان اولیه از آدم و حوا نیز ریشه در نوشته‌های او دارد. در ادبیات مسیحی از خلق حوا از دندهٔ آدم برای توضیح تولد عیسی از زنی باکره نیز استفاده شده است.
حتی در نوشته‌های اولیه مسیحی نیز بحث‌هایی دربارهٔ موجودیت تاریخی آدم و حوا دیده می‌شود. ژوستین شهید و تئوفیلوس انطاکی در نوشته‌های خود تلاش کرده‌اند نشان دهند داستان آدم و حوا از قصه‌های مشابه بت‌پرستانِ قدیمی‌تر و در نتیجه صحیح است. یوسیبوس قیصری، به عنوان یک تاریخ‌دان، عمر بشریت را از زمان حضور در باغ عدن محاسبه کرده است. آگوستین از قرائت استعاری داستان آگاه بوده اما اعتقاد نداشته که قرائت استعاری به معنای ردِ واقعی‌بودن داستان است. قرائت استعاری برای اوریجن که بیشتر داستان‌های عهد عتیق را استعاری می‌دانست، از اهمیت بیشتری برخوردار بوده و او تردیدهایی دربارهٔ خدایی که «مثل باغبان» درخت کاشته، داشته است. با این حال، اوریجن صحت داستان به‌طور کامل را رد نمی‌کرد.

### اسلام
نام حوا در قرآن ذکر نشده است؛ در داستان قرآنی آفرینش انسان تنها به «همسر» آدم که در ماجرای خوردن میوه ممنوع و رانده‌شدن از بهشت دخیل بود، پرداخته شده است. مطابق قرآن، آدم و همسرش هردو توسط شیطان وسوسه شدند و از میوه‌ای که از جانب الله ممنوع شده بود، خوردند. در اشعار باقی مانده از عربستان پیش از اسلام ۳ بار به حوا اشاره شده؛ یک بار از امیة بن ابی‌الصلت، رقیب و معاصر محمد و ۲ شعر از عدی بن زید عبادی، مسیحی معاصر پیامبر اسلام. تمام نویسندگان مسلمانی که در ادبیات اسلامی پسا قرآنی به همسر آدم اشاره کرده‌اند، او را حوا نامیده‌اند. بیشتر افسانه‌هایی که مسلمین دربارهٔ او نقل کرده‌اند، ریشه در منابع ربانی یهودی و کتاب سریانی غار گنجینه‌ها دارد.
به گفتهٔ نویسندگان مسلمان، حوا از دندهٔ چپ آدم خلق شد. آدم در این زمان به خواب عمیقی فرورفته بود تا درد را احساس نکند، زیرا در غیر این صورت هیچ مردی عاشق همسرش نمی‌شد. نام حوا را آدم بر روی او گذاشت زیرا وی از موجودی زنده درست شده بود. این مطالب می‌گویند آدم با استفاده از گِل خلق شد، در نتیجه مردان با گذر عمر جذاب‌تر می‌شوند، اما حوا را با استفاده از استخوان آفریدند، پس پیری باعث کاهش زیبایی زنان می‌شود. خدا و فرشتگان در ازدواج آدم و حوا حاضر بودند. بر اساس یک روایت، آدم بعد از اینکه توسط حوا مست شد، میوه ممنوع را خورد.
به گفتهٔ نویسندگان مسلمان، ۱۰ مجازات از جمله حاملگی و درد زایمان میراثی است که حوا برای زنان باقی گذاشته است. این نویسندگان همچنین اضافه می‌کنند همه زنان مؤمنی که خود را وقف شوهرشان کنند، به بهشت خواهند رفت و اگر زنی در زمان زایمان بمیرد، شهید است و در جهان آخرت به شوهرش خواهد پیوست. داستانی به این مسئله پرداخته چگونه وقتی آدم و حوا پی بردند که لخت هستند، برای خودشان لباس دوختند. دربارهٔ آغاز زندگی آن‌ها در زمین هم افسانه‌های مختلفی توسط مسلمانان روایت شده؛ در یک داستان، وقتی از بهشت رانده شدند، مدت زیادی از هم جدا بودند. داستانی دیگر می‌گوید اولین کاری که بعد از اخراج کردند، زیارت کعبه بود؛ حوا اولین عادت ماهانه‌اش را آنجا تجربه کرد و آدم پای خود را بر زمین کوبید و چاه زمزم به وجود آمد تا حوا بتواند غسل کند.

### بهائیت
در بهائیت نیز داستان آدم و حوا نمادین و استعاری محسوب می‌شود. عبدالبهاء در مفاوضات خوانش تحت‌اللفظی داستان را صحیح ندانسته و از این می‌گوید که این قصه حاوی «اسرار الهی» است. به گفته او، آدم نشانه «روح آسمانی»، حوا نشانه «روح انسان»، درخت معرفت نشانه «جهان بشری» و مار نشانه «دنیادوستی» است. نتیجتاً، هبوط آدم نماد نحوه آگاهی یافتن انسان از نیک و بد است. در بیانی دیگر، آدم و حوا نشانه اراده و حکمت خدا و دو مرحله آغازین از هفت مرحله آفرینش الهی هستند.